# Bandar Ratu
Bandar Ratu is een bestuurslaag in het regentschap Muko-Muko van de provincie Bengkulu, Indonesië. Bandar Ratu telt 2930 inwoners (volkstelling 2010).